# Silnice I/46
Die Silnice I/46 (tschechisch für: „Straße I. Klasse 46“) ist eine tschechische Staatsstraße (Straße I. Klasse).

## Verlauf
Die Straße ist die nördliche Fortsetzung der bis Ende 2015 als Rychlostní silnice 46 klassifizierten Dálnice 46, die von Vyškov (Wischau) nach Olmütz (Olomouc) führt. Sie nimmt in Olmütz ihren Anfang und führt in nördlicher Richtung über Šternberk (Sternberg) und den Abzweig der Silnice I/45 bei Horní Loděnice (Deutsch Lodenitz) sowie weiter über Moravský Beroun (Bärn) nach Opava (Troppau). Hier werden die Silnice I/11 und die Silnice I/57 gekreuzt und die Silnice I/56 zweigt nach Osten ab. Die Silnice I/46 verläuft weiter über Kobeřice ve Slezsku (Köberwitz) bis zur Grenze zu Polen hinter Sudice (Zauditz). In Polen bildet die Droga wojewódzka 916 nach Racibórz (Ratibor) ihre Fortsetzung.
Die Länge der Straße beträgt gut 98 Kilometer.

## Geschichte
Von 1940 bis 1945 bildete die Straße einen Teil der Reichsstraße 119.